# Ctenoplectra kelloggi
Ctenoplectra kelloggi är en biart som beskrevs av Cockerell 1930. Ctenoplectra kelloggi ingår i släktet Ctenoplectra och familjen långtungebin. Inga underarter finns listade i Catalogue of Life.